# 高平市
高平市（こうへい-し）は中華人民共和国山西省晋城市に位置する県級市。

## 歴史
戦国時代には趙により泫氏邑が設置された。
戦国時代の紀元前260年に秦と趙の間で行われた長平の戦いはこのあたりで行われた。
前漢により設置された泫氏県を前身とする。464年（和平5年）、北魏により玄氏県と改称、529年（永安2年）には高平県とされた。
1958年に廃止され晋城県に編入されたが、1961年に再設置、1993年に県級市に昇格し高平市と改編され現在に至る。

## 行政区画
- 街道:北城街街道、東城街街道、南城街街道
- 鎮:米山鎮、三甲鎮、神農鎮、陳区鎮、北詩鎮、河西鎮、馬村鎮、野川鎮、寺荘鎮、原村鎮

郷:建寧郷、石末郷

## 観光地
- 長平之戦紀念館